# Ann Arbor
Pour les articles homonymes, voir Ann.
Ann Arbor est une cité américaine, siège du comté de Washtenaw dans l’État du Michigan.
Il s'agit de la septième plus grande ville de l'État, avec une population de 113 934 habitants recensés en 2010, dont 36 892 (32 %) sont des étudiants de l'université de la ville. Ann Arbor a été fondée en 1824, et se trouve non loin de Détroit. Le nom d'Ann Arbor vient du nom des épouses des fondateurs de la ville et de la présence de nombreux arbres.
L'université du Michigan, fondée à Détroit en 1817, a été déplacée à Ann Arbor en 1837. Il s'agit de l'institution d'éducation dominante. L'université confère une véritable ambiance de campus étudiant à toute la ville. Elle modèle l'économie d'Ann Arbor de façon conséquente puisqu'elle emploie 38 000 personnes, incluant environ 7 500 membres du système de santé de l'université. L'économie de la ville est également centrée sur les hautes technologies avec de nombreuses entreprises présentes du fait de la présence de l'université et de ses nombreuses ressources de financement pour les projets de recherche et développement ainsi que ses étudiants.

## Économie
Les techniques de pointe (électronique et informatique notamment), qui ont particulièrement bénéficié des activités de recherche menées par l’université, constituent aujourd’hui le fleuron de l’économie de la ville et de la région d’Ann Arbor.
Ann Arbor possède un aéroport (Ann Arbor Municipal Airport, code AITA : ARB).

## Démographie
| Groupe            | Ann Arbor | Michigan | États-Unis |
| ----------------- | --------- | -------- | ---------- |
| Blancs            | 73,0      | 79,0     | 72,4       |
| Asiatiques        | 14,4      | 2,4      | 4,8        |
| Afro-Américains   | 7,7       | 14,2     | 12,6       |
| Métis             | 3,6       | 2,3      | 2,9        |
| Autres            | 1,1       | 1,5      | 6,4        |
| Amérindiens       | 0,3       | 0,6      | 0,9        |
| Total             | 100       | 100      | 100        |
|                   |           |          |            |
| Latino-Américains | 4,1       | 4,4      | 16,7       |

Selon l'American Community Survey, en 2010, 78,10 % de la population âgée de plus de 5 ans déclare parler l'anglais à la maison, 5,73 % déclare parler une langue chinoise, 2,78 % l'espagnol, 1,96 % le coréen, 1,00 % l'arabe, 0,95 % le japonais, 0,93 % le hindi, 0,91 % l'allemand, 0,82 % le français, 0,57 % le russe et 6,25 % une autre langue.

## Enseignement
L’université du Michigan — l’une des premières universités publiques du pays —, fondée en 1817 à Détroit et puis transférée en 1837 à Ann Arbor, ainsi que toutes les institutions culturelles (bibliothèques, musées, etc.) qui en dépendent, ont fait d’Ann Arbor l’un des pôles éducatifs les plus réputés de la région des Grands Lacs.

## Culture
La ville est connue historiquement, avec Chicago et Madison, en tant que base importante du militantisme de gauche dans le Midwest des années 1960. Alan Haber a fondé le groupe d'étudiants d'extrême gauche Students for a Democratic Society à l'université du Michigan en 1960. John Sinclair, un membre fondateur de l'organisation d'extrême gauche White Panther Party a vécu là-bas. Au cours des dernières années, l'augmentation du coût de la vie a contraint la plupart des éléments de la contre-culture à se déplacer vers la ville voisine de Ypsilanti.
Ann Arbor est la ville d'origine du groupe proto-punk The Stooges et du groupe de funk Vulfpeck.
C'est l'une des rares villes des États-Unis qui a partiellement légalisé la possession de petites quantités de cannabis pour usage personnel.
Depuis 1963 se tient le Ann Arbor Film Festival.
Il s'y tient en juillet le plus grand festival d'art en Amérique du Nord, le festival d'art d'Ann Arbor.
En juin 2010, le réalisateur Wes Craven a choisi Ann Arbor comme lieu principal pour le tournage du film Scream 4.

## Sports
En l'espace d'une heure, le 25 mai 1935 aux championnats de la Big Ten Conference, Jesse Owens bat ou égale six records du monde.
Aucune équipe de sport professionnel ne se trouve à Ann Arbor, mais toutes les équipes de l'université du Michigan y sont supportées. L'équipe de football américain possède un stade de plus de 100 000 places et se produit chaque année plusieurs fois à guichets fermés.

## Jumelages

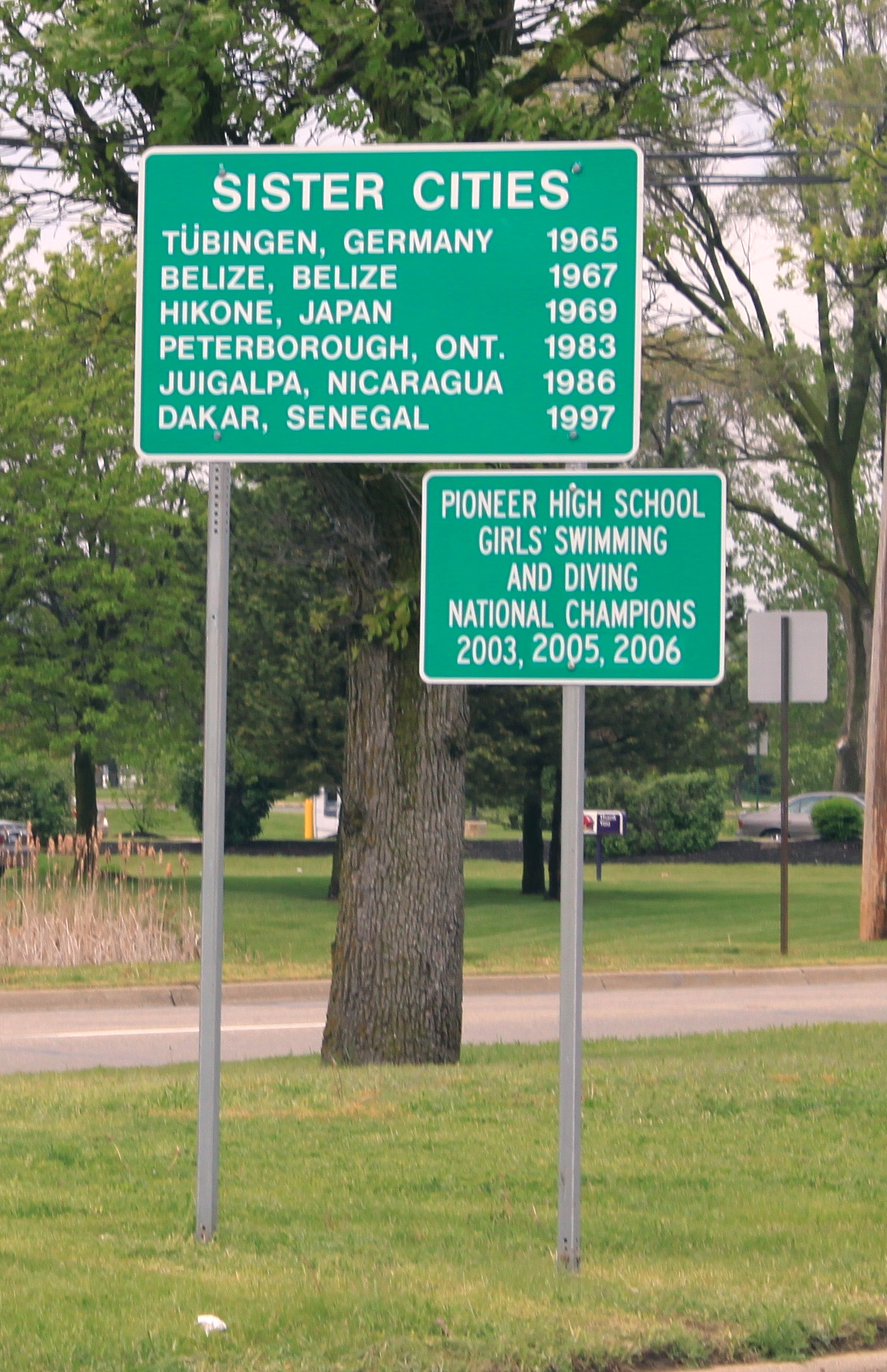
Panneau des jumelages d'Ann Arbor, omettant Remedios (Cuba), dans la rue State sud.

- Tübingen (Allemagne) depuis le 17 novembre 1965
- Belize City (Belize) depuis 1967
- Hikone (Japon) depuis 1969
- Peterborough (Canada) depuis 1983
- Juigalpa (Nicaragua) depuis 1986
- Dakar (Sénégal) depuis 1997
- Remedios (Cuba) depuis 2003